# Emek Yizra'el
Le conseil régional d'Emek Yizra'el, en hébreu : מועצה אזורית עמק יזרעאל', est situé dans la vallée de Jezreel, au nord d'Israël. Sa population s'élève, en 2016, à 37 245 habitants.

## Liste des communautés
Kibboutzim
- Alonim
- Dovrat
- Ein Dor
- Gazit (en)
- Gvat
- Ginegar
- Hanaton (en)
- Harduf
- Hasolelim
- Kfar-Hahoresh
- Merhavia
- Mizra (en)
- Ramat-David
- Sarid
- Yifat (en)

Moshavim
- Alonei Abba
- Alon HaGalil (en)
- Balfouria (en)
- Beit She'arim (en)
- Beit Zaid (en)
- Bethléem de Galilée
- HaYogev (en)
- Kfar Baruch (en)
- Kfar Gidon (en)
- Kfar Yehoshua (en)
- Merhavia
- Nahalal
- Sdé-Yaakov
- Tel-Adashim
- Sepphoris

Municipalités communautaires
- Adi (en)
- Ahuzat Barak (en)
- Givat Ela (en)
- Hoshaya (en)
- Shimshit (en)
- Timrat (en)

Villages arabes
- Manshiya Zabda (en)
- Suweid Hamira (en)

## Source de la traduction
- (en) Cet article est partiellement ou en totalité issu de l’article de Wikipédia en anglais intitulé « Jezreel Valley Regional Council » (voir la liste des auteurs).